# Markt Indersdorf

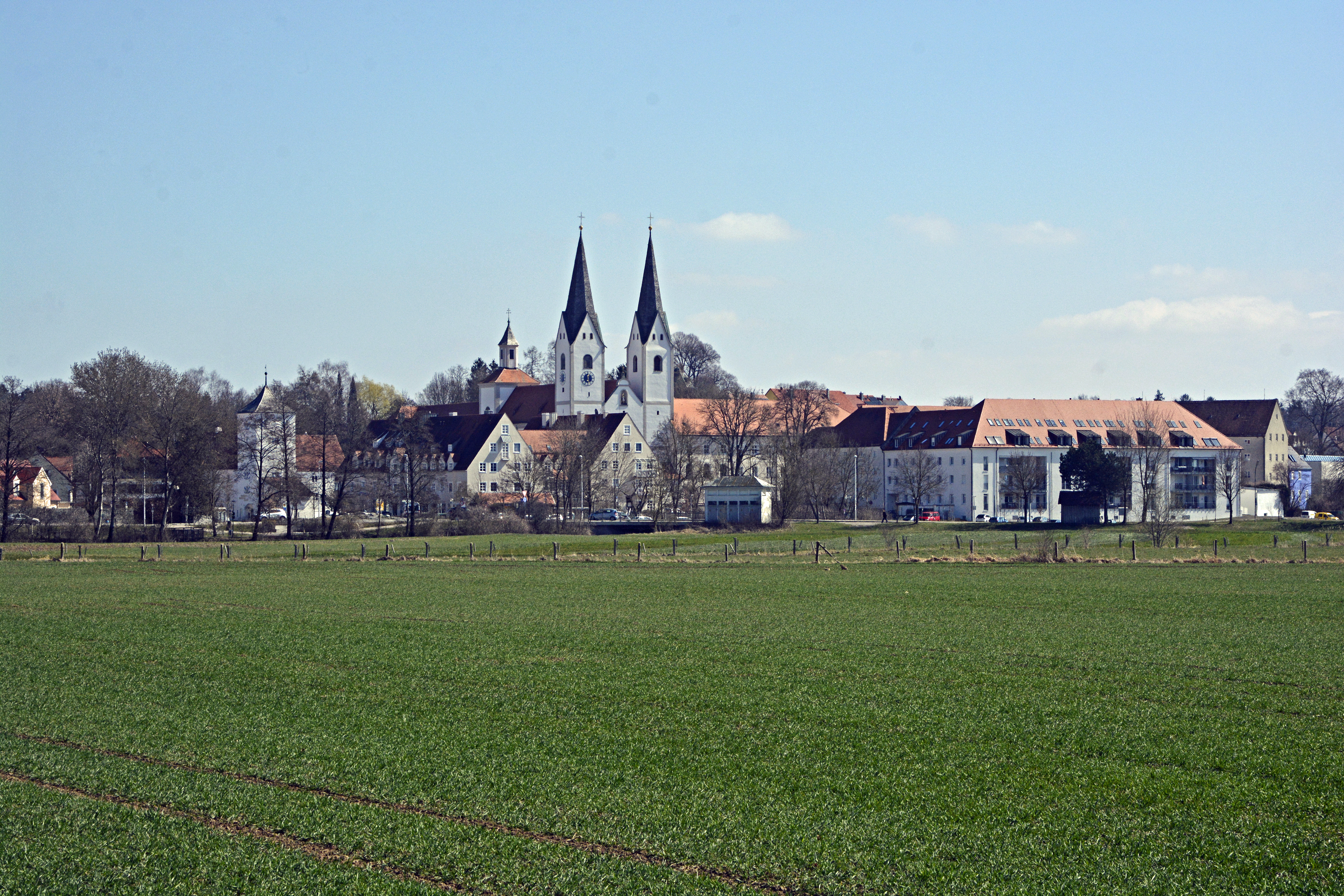
Kloster Indersdorf mit Augustiner Chorherren Turm (Ansicht von Westen)

Markt Indersdorf ist ein Markt etwa 35 Kilometer nordwestlich von München im oberbayerischen Landkreis Dachau. Markt ist Bestandteil des Namens der Gemeinde.

## Geographie

### Lage
Markt Indersdorf liegt an der Glonn. Die Glonn teilt die beiden Hauptorte Markt Indersdorf und Indersdorf Kloster. Karpfhofen mit dem Bahnhof und dem Gewerbegebiet bildet im Südwesten den dritten Kern der geschlossenen Siedlung. Markt Indersdorf ist der größte Ort im Dachauer Hinterland mit zentraler Lage innerhalb des Landkreises Dachau.
Unmittelbar angrenzende Gemeinden sind:
| Altomünster | Hilgertshausen-Tandern | Jetzendorf (Landkreis Pfaffenhofen) |
| Erdweg      | Kompass                | Weichs, Vierkirchen                 |
|             | Schwabhausen           | Röhrmoos                            |

### Gemeindeteile
Es gibt 59 Gemeindeteile (in Klammern ist der Siedlungstyp angegeben):
- Aberl (Einöde)
- Ainhofen (Kirchdorf)
- Ainried (Einöde)
- Albersbach (Weiler)
- Arnzell (Kirchdorf)
- Berg (Einöde)
- Brand (Einöde)
- Eglersried (Dorf)
- Eichhofen (Dorf)
- Eichstock (Weiler)
- Engelbrechtsmühle (Einöde)
- Erl (Einöde)
- Frauenhofen (Weiler)
- Gittersbach (Einöde)
- Glonn (Kirchdorf)
- Grainhof (Einöde)
- Gundackersdorf (Kirchdorf)
- Harreszell (Einöde)
- Hartwigshausen (Weiler)
- Häusern (Einöde)
- Hirtlbach (Pfarrdorf)
- Hörgenbach (Weiler)
- Indersdorf Kloster (Pfarrdorf)
- Karpfhofen (Dorf)
- Kattalaich (Einöde)
- Kleinschwabhausen (Weiler)
- Kreut (Einöde)
- Langenpettenbach (Pfarrdorf)
- Lanzenried (Weiler)
- Lochhausen (Einöde)
- Markt Indersdorf (Hauptort)
- Neuried (Weiler)
- Neusreuth (Einöde)
- Niederroth (Pfarrdorf)
- Oberainried (Einöde)
- Obergeiersberg (Einöde)
- Obermoosmühl (Einöde)
- Ottmarshart (Kirchdorf)
- Puch (Weiler)
- Ried (Dorf)
- Riedhof (Einöde)
- Schönberg (Weiler)
- Senkenschlag (Dorf)
- Siechhäusern (Weiler)
- Stachusried (Weiler)
- Stangenried (Weiler)
- Straßbach (Kirchdorf)
- Tafern (Einöde)
- Tiefenlachen (Weiler)
- Unterainried (Einöde)
- Untergeiersberg (Einöde)
- Untermoosmühle (Einöde)
- Wagenried (Dorf)
- Weil (Einöde)
- Wengenhausen (Einöde)
- Westerholzhausen (Pfarrdorf)
- Weyhern (Kirchdorf)
- Wildmoos (Einöde)
- Wöhr (Weiler)

Auf dem Gemeindegebiet gibt es die Gemarkungen Ainhofen (nur Gemarkungsteil 0), Eichhofen, Frauenhofen (nur Gemarkungsteil 0), Glonn, Hirtlbach, Langenpettenbach, Markt Indersdorf (nur Gemarkungsteil 0), Niederroth, Pipinsried (nur Gemarkungsteil 1), Ried, Weichs (nur Gemarkungsteil 0) und Westerholzhausen.

## Geschichte

### Frühe Geschichte
Der Ort kann auf eine weit über 1000 Jahre währende Geschichte zurückblicken. Indersdorf wurde im Jahre 972 erstmals urkundlich erwähnt, die Gemeindeteile Langenpettenbach und Glonn bereits in den Jahren 773 bzw. 774.
Das Gebiet des heutigen Marktes ist seit Tausenden von Jahren von Menschen bewohnt. Den Kelten vom Stamme der Vindelicier folgten um die Zeitwende für rund 400 Jahre die Römer und diesen die Bajuwaren. Grabhügel aus vorgeschichtlicher Zeit, die Keltenschanze bei Arnzell, die Römerstraße im Fuchsbüchler-Wald und weitere Bodendenkmäler sind das Werk dieser Menschen.
150 bis 180 n. Chr. wurde die Römerstraße Augsburg-Salzburg errichtet, die Indersdorf überregional verbindet. Teile dieser wichtigen West-Ost-Verbindung bildeten später den Altbaierischen Oxenweg.
Der Ortsname „Indersdorf“ geht auf den bajuwarischen Personennamen „Undeo“ bzw. „Undio“ zurück, der im 9. Jahrhundert in Indersdorf als Geistlicher wirkte.

### 10. bis zum 19. Jahrhundert

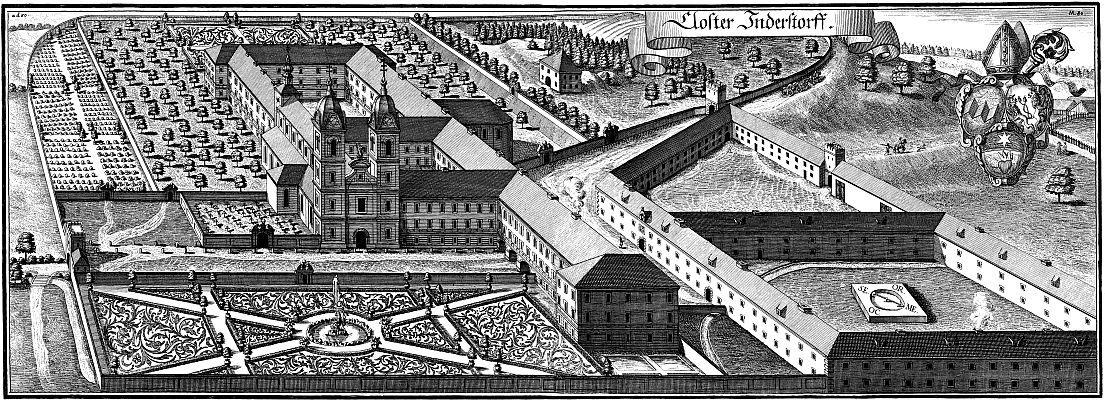
Das Kloster Indersdorf

Im 10. Jahrhundert bestand der Ort Indersdorf, heute Markt Indersdorf, aus einer Kirche, einigen Meierhöfen und der dazugehörenden Grundausstattung. Im Friedhof bei der Marktkirche sind Bestattungen aus karolingischer Zeit nachgewiesen. Das Geschlecht der Edelfreien von Indersdorf wurde wiederholt genannt.
Das 1120 gegründete Kloster der Augustiner-Chorherren war lange der wirtschaftliche und geistige Mittelpunkt der Umgebung. Pfalzgraf Otto IV. von Scheyern-Wittelsbach gründete es zur Sühne für die Beteiligung an der Gefangennahme Papst Paschalis' II. durch Kaiser Heinrich V. im Jahre 1111. 1223 gründeten Mönche eine Klosterschule. Im Dreißigjährigen Krieg kam es von 1632 bis 1634 zu Plünderungen des Ortes durch die Schweden. 1635 brach die Pest aus. 1790 entstand die Klosterapotheke, der 1803 eine Klosterbrauerei folgte.
Im Jahre 1783 übernahmen es Münchner Kanoniker, es folgten Orden der Salesianerinnen, der Barmherzigen Schwestern und die Erzdiözese München und Freising als Besitzer des Klosters.

### 19. und 20. Jahrhundert
Am 23. April 1882 erfolgte die Markterhebung durch König Ludwig II. Im Jahr 1885 wurde der Name der Gemeinde offiziell von Indersdorf in Markt Indersdorf geändert.
Im vormaligen Kloster der Barmherzigen Schwestern wurde 1938 ein Kinderheim eingerichtet. Hinter den Klostermauern, in der Nähe des Wasserturmes, wurde im Jahr 1944 eine „Kinderbaracke“ für Säuglinge ausländischer Zwangsarbeiterinnen aus der Umgebung errichtet. In der Baracke, die vom Aussehen den Baracken des KZ Dachau ähnelte, lebten vor allem Kinder sowjetischer und polnischer Zwangsarbeiterinnen, welche meist durch Missbrauch entstanden waren. Mindestens 35 von 63 dort untergebrachten Kindern starben durch mangelhafte Versorgung und Unterernährung. Das Schicksal von mehr als 20 Kindern kann bis heute nicht geklärt werden. Nach dem Zweiten Weltkrieg richtete die United Nations Relief and Rehabilitation Administration im früheren Kloster ein Auffanglager für minderjährige Verfolgte des Nationalsozialismus ein. Auf dem Bezirksfriedhof an der Maroldstraße erinnern seit 1987 ein Kreuz und ein Gedenkstein an die Kinder, die nur wenige Tage oder Wochen in der Baracke lebten und dort begraben wurden. 2021 bringt der „Weg des Erinnerns“ das Schicksal der Familien erneut ins Bewusstsein.
Durch die Gebietsreform in Bayern wurden 1972 die Gemeinden Glonn, Ried, Westerholzhausen, Eichhofen, Frauenhofen, Langenpettenbach, Ainhofen, Hirtlbach eingegliedert.
Zum 1. Mai 1978 wurden die damalige Gemeinde Niederroth und die Gemeindeteile Schönberg und Wagenried der aufgelösten Gemeinde Pipinsried eingegliedert.

### 21. Jahrhundert
Zu Beginn des 21. Jahrhunderts ist Markt Indersdorf zum zentralen Ort des Landkreises Dachau nördlich der Kreisstadt Dachau herangewachsen. Zeichen dieser zentralen Funktion sind Verkehrswegeentwicklung, Schulstruktur, klinische Versorgung, Wirtschaft und Gewerbe. Die Anbindung an die S-Bahn (S2) an der Strecke Altomünster-Dachau begünstigt die positive Entwicklung.

### Eingemeindungen
| Ehemalige Gemeinde | Einw. (1970) | Datum      | Anmerkung                                                                                   |
| ------------------ | ------------ | ---------- | ------------------------------------------------------------------------------------------- |
| Ainhofen           | 531          | 01.01.1972 | Eingliederung von 421 der 531 Einwohner, Umgliederung der anderen Einwohner nach Weichs     |
| Eichhofen          | 205          | 01.04.1971 |                                                                                             |
| Frauenhofen        | 130          | 01.04.1971 | Eingliederung von 90 der 130 Einwohner, Umgliederung der anderen Einwohner nach Weichs      |
| Glonn              | 419          | 01.01.1972 |                                                                                             |
| Hirtlbach          | 221          | 01.07.1972 |                                                                                             |
| Langenpettenbach   | 456          | 01.01.1972 |                                                                                             |
| Niederroth         | 742          | 01.05.1978 |                                                                                             |
| Pipinsried         | 444          | 01.05.1978 | Eingliederung von 93 der 444 Einwohner, Umgliederung der anderen Einwohner nach Altomünster |
| Ried               | 566          | 01.04.1971 |                                                                                             |
| Westerholzhausen   | 145          | 01.04.1971 |                                                                                             |

### Einwohnerentwicklung
Zwischen 1988 und 2018 wuchs der Markt von 7.411 auf 10.441 um 3.030 Einwohner bzw. um 40,9 %.
| Jahr      | 1840 | 1900 | 1925 | 1939 | 1950 | 1970 | 1987 | 2000 | 2010 | 2015   | 2020   | 2022   |
| Einwohner | 3107 | 3858 | 4128 | 3670 | 6045 | 5515 | 7240 | 8992 | 9423 | 10.223 | 10.512 | 10.942 |

Die Zahlen vor 1987 beziehen sich auf den heutigen Gebietsstand.

## Politik

### Gemeinderat
Die Gemeinderatswahlen 2014 und 2020 zu folgenden Ergebnissen:
| Partei / Liste                                         | Stimmenanteil 2014 | Sitze 2014 | Stimmenanteil 2020 | Sitze 2020 |
| CSU                                                    | 33,4 %             | 6          | 32,86 %            | 8          |
| Bündnis 90/Die Grünen                                  | –                  | –          | 7,76 %             | 2          |
| SPD                                                    | 14,4 %             | 3          | 8,35 %             | 2          |
| Freie Wähler                                           | 18,2 %             | 4          | 17,87 %            | 4          |
| Wählergruppe Um(welt)denken                            | 14,0 %             | 3          | 12,87 %            | 3          |
| Bürgerblock Niederroth                                 | 10,9 %             | 2          | 11,01 %            | 3          |
| Wählervereinigung Eichhofen-Hirtlbach-Westerholzhausen | 09,0 %             | 2          | 9,27 %             | 2          |
| Gesamt (Stimmenanteil gerundet)                        | 100 %              | 20         | 100 %              | 24         |
| Wahlbeteiligung                                        | 65,5 %             | 65,5 %     | 62,1 %             | 62,1 %     |

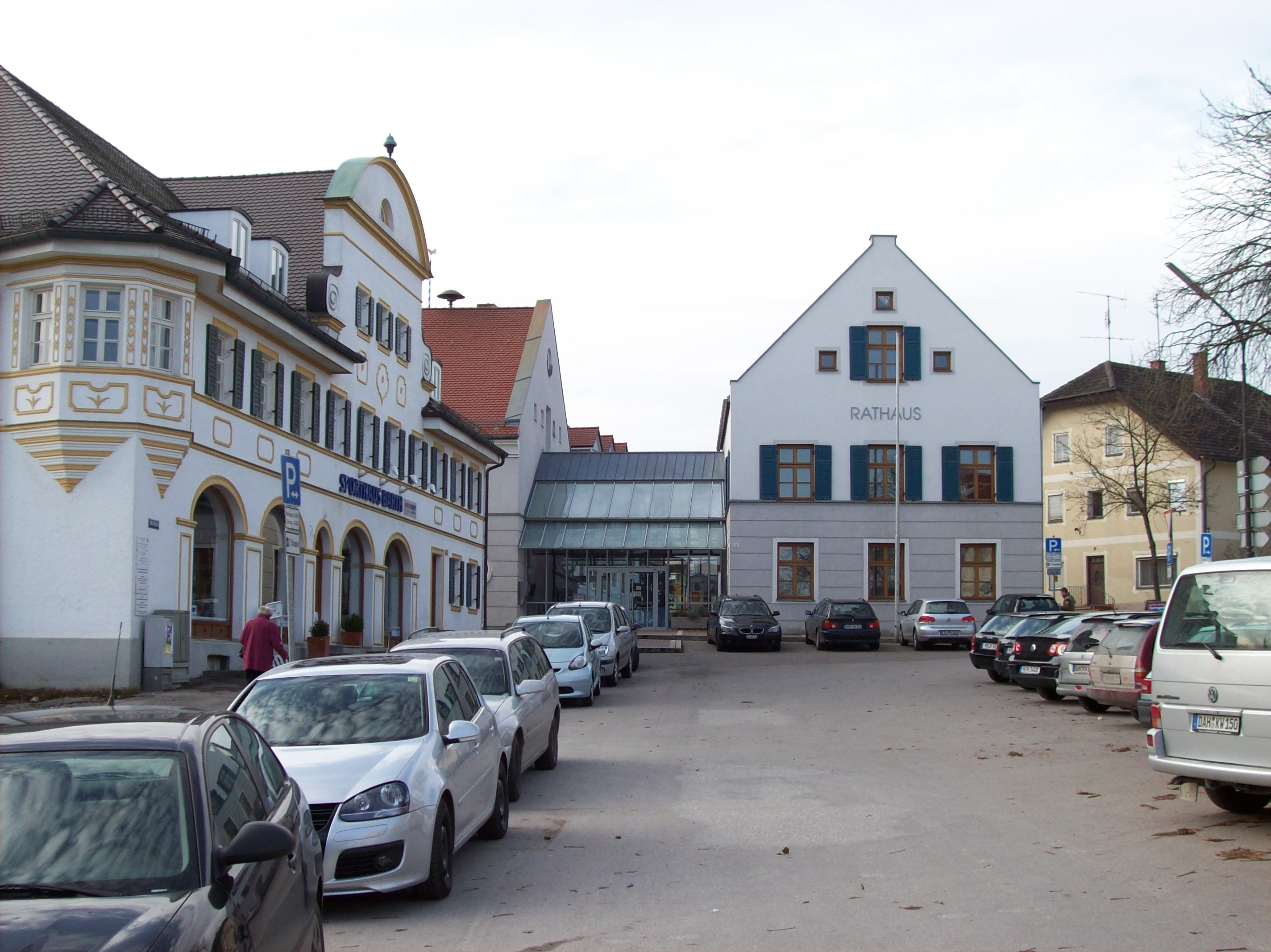
Rathaus mit Marktplatz

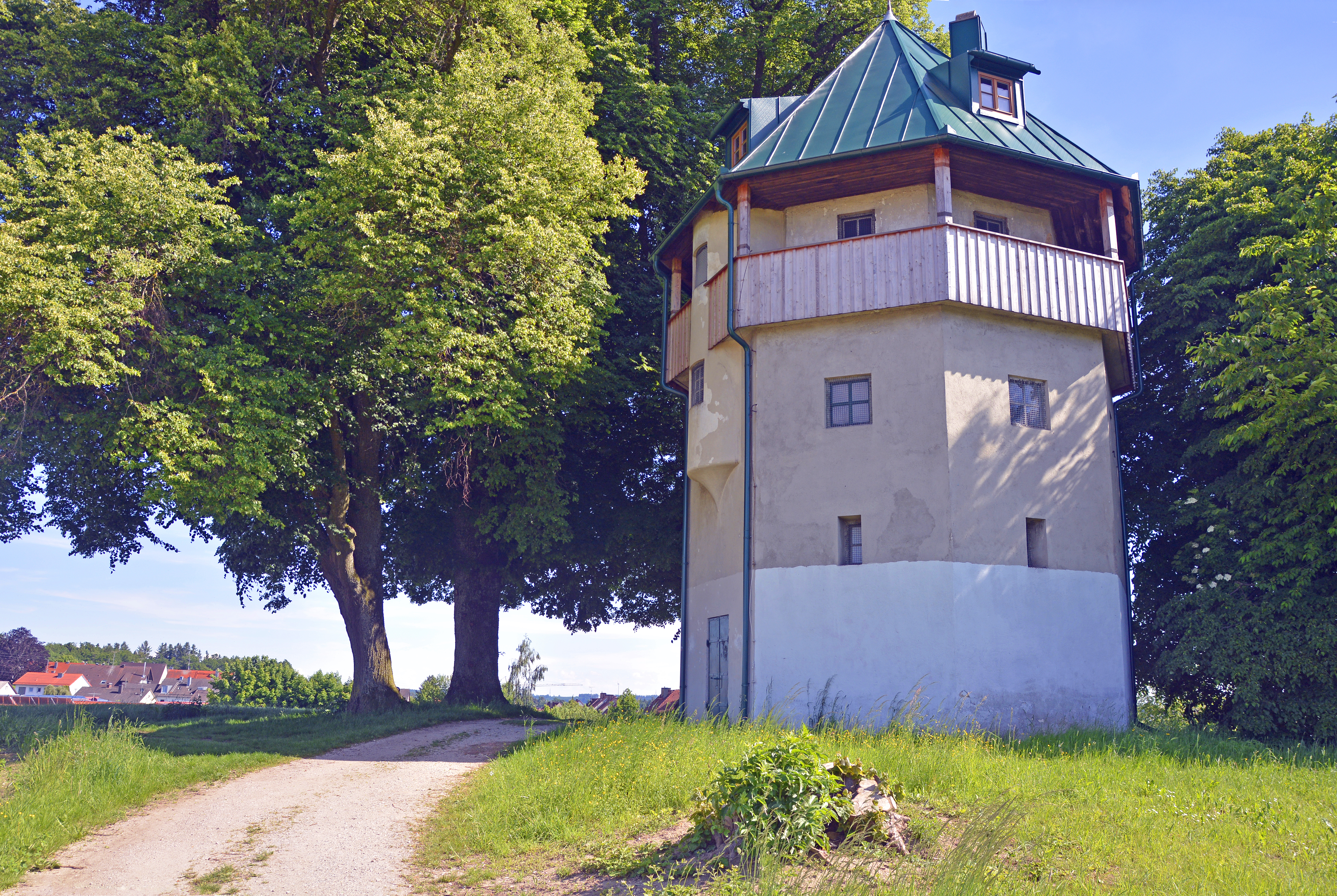
Alter Wasserturm mit oktogonal umlaufender Galerie (errichtet um 1925/30)

Zusätzlich gehört dem Gemeinderat auch der Erste Bürgermeister an.

### Bürgermeister
Zum Ersten Bürgermeister wurde bei der Kommunalwahl 2014 Franz Obesser (CSU) mit 51,4 % der abgegebenen Stimmen gewählt. Er wurde am 15. März 2020 mit 84,36 % der Stimmen für weitere sechs Jahre im Amt bestätigt.
Frühere Bürgermeister:
- 1996–2014 Josef Kreitmeir (Freie Wähler)
- 1990–1996 Josef Kaspar (CSU)
- 1972–1990 Hans Strixner (Freie Wähler)
- 1948–1972 Simon Rabl
- 1945–1948 Johann Holdenried

### Wappen
| Wappen Markt Indersdorf | Blasonierung: „Gespalten von Silber und Blau; rechts ein roter Zickzackbalken, links zwei abgewendete, widersehende, golden gekrönte, rot bewehrte goldene Löwen mit verschlungenen Schwänzen.“ |
| Wappen Markt Indersdorf | Wappenbegründung: Der Zickzackbalken ist das von 1216 bis um 1230 in herzoglichen Siegeln nachweisbare Allodzeichen der Wittelsbacher, das später in verschiedenen Farben in den Wappen landesherrlicher Hausklöster auftaucht. Hier erinnert es daran, dass das 1783 aufgehobene Augustinerchorherrenstift Indersdorf um 1130 von Pfalzgraf Otto I. gegründet wurde und im 12. und 13. Jahrhundert eine bevorzugte Grablege der Wittelsbacher war. Die Feldfarben Silber und Blau unterstreichen die enge Verbindung zum Haus Wittelsbach. Die beiden Löwen mit den verschlungenen Schwänzen sind das apokryphe Wappenbild der ortsadligen Herren von Indersdorf (Undersdorf); 1130 schenkte Otto von Indersdorf sein Gut „Undiesdorf“ als erstes Ausstattungsgut an das Kloster. Sowohl der Zickzackbalken als auch die beiden Löwen finden sich auch in den Indersdorfer Propsteiwappen. Das Dorf Indersdorf wurde 1882 zum Markt erhoben und erhielt anlässlich dieses Aktes ein Marktwappen. Wappenführung seit: 1882; Rechtsgrundlage: Verleihung des Wappens durch König Ludwig II.; Beleg: Königliche Entschließung vom 23. April 1882; ehemalige Gemeinden mit eigenem Wappen: Langenpettenbach; Elemente aus Familienwappen: Wittelsbacher, von Indersdorf (Undersdorf) |

## Sehenswürdigkeiten
- Ehemaliges Augustinerchorherrenstift
  - mit Klosterkirche Mariä Himmelfahrt
- St.-Bartholomäus-Kirche in Markt Indersdorf
- Alter Wasserturm

## Natur und Landschaft
Markt Indersdorf bietet zahlreiche Wander- und Radwege, wie zum Beispiel den 7-Klöster-Weg oder den historischen Altbaierischen Oxenweg, die durch das Glonntal und die abwechslungsreiche Hügellandschaft führen.

## Kultur und Sport

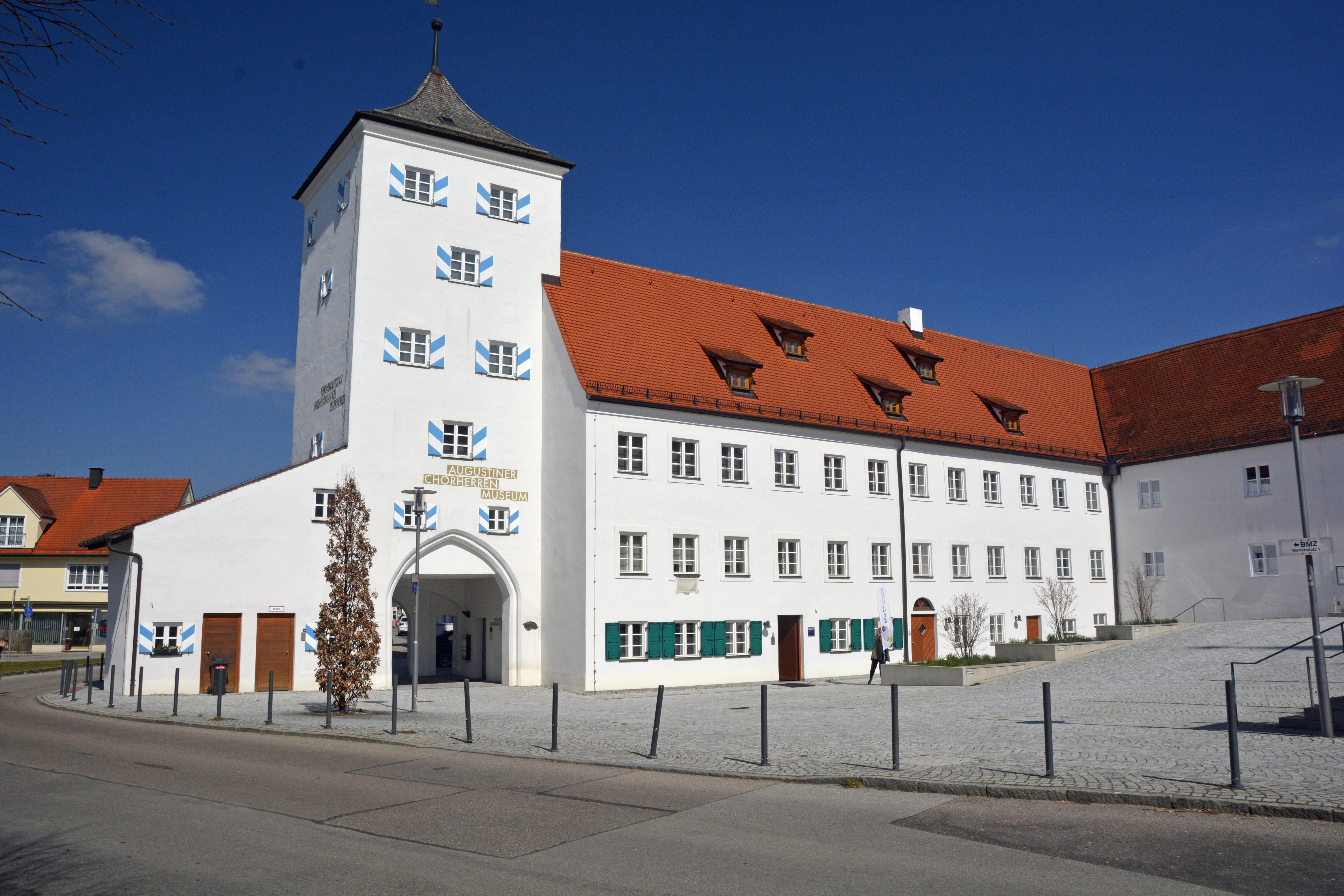
Unterer Torturm und Museum

Das Augustiner-Chorherren-Museum wurde im Oktober 2014 eröffnet und erhielt 2015 den Bayerischen Museumspreis. Es ist das einzige Museum, das sich dem spezifischen Thema der Augustiner Chorherren in einer Dauerausstellung annimmt. Die Augustiner Chorherren haben über viele Jahrhunderte das Dachauer Land – in seelsorgerischer, kultureller sowie wissenschaftlicher Hinsicht – geprägt. Die regelmäßig stattfindende Indersdorfer Kunstausstellung und das Heimatmuseum in den Räumlichkeiten des Schneiderturms des ehemaligen Augustinerchorherrenstifts Indersdorf neben dem Kloster stehen für die Kultur im Ort.
Es gibt zahlreiche Sporteinrichtungen und ein Hallen- und Freibad. Im Landkreis ist das Indersdorfer Volksfest bekannt. Indersdorf rühmt sich des größten Faschingszugs Oberbayerns.
Sportverein: Der TSV Indersdorf 1907 e. V. ist ein Mehrspartenverein, der die Sportarten Fußball, Handball, Tennis, Tischtennis, Turnen, Stockschützen, Schwimmen, Taekwondo, Baseball und Harakido anbietet

Handball: Die Handballer des TSV Indersdorf spielten von 2010 bis 2012 in der fünftklassigen Handball-Landesliga.  Sie nehmen mit Männermannschaften, Damenteams und Nachwuchsmannschaften am Spielbetrieb des Bayerischen Handballverbandes (BHV) teil. In der Saison 2022/23 spielt die Männermannschaft in der Bezirksliga (Altbayern).

## Verkehr und Infrastruktur

### Verkehr
Der Haltepunkt Markt Indersdorf der Bahnstrecke Dachau-Altomünster im Gemeindeteil Karpfhofen wird von der Linie 2 der S-Bahn München bedient. Die Bahnstrecke wurde 1913 als Lokalbahn Dachau-Indersdorf-Altomünster eröffnet.

### Schulen
- Verbandsschule Markt Indersdorf (Grund- und Mittelschule),
- Kath. Realschule „Vinzenz von Paul“ mit Fachoberschule (FOS),
- Gymnasium Markt Indersdorf (GMI)

Das 2001 gegründete Gymnasium Markt Indersdorf (GMI) ist das dritte Gymnasium im Landkreis Dachau neben den beiden Gymnasien in der Stadt Dachau.
Im Jahre 2016 wurde die diözesane Fachoberschule Vinzenz von Paul der Erzdiözese München und Freising in Markt Indersdorf gegründet. Sie wurde 2019 staatlich anerkannt.

### Krankenhaus
Am Ort gibt es die Helios-Amper-Klinik Indersdorf. Sie ist spezialisiert auf die Altersmedizin und verfügt mit der Akutgeriatrie sowie der stationären und ambulanten Geriatrischen Rehabilitation über insgesamt 95 Betten. Das Haus wurde 1869 als Distriktkrankenhaus eingeweiht.

### Breitband
Beim Ausbau des schnellen Internets setzt die Gemeinde auf zukunftssichere Glasfaseranschlüsse bis ins Haus (FTTB), die Baumaßnahmen begannen im Frühjahr 2015 und wurden im Herbst 2016 planmäßig abgeschlossen. Das Glasfasernetz wurde 2019 an die Deutsche Glasfaser verkauft.

## Persönlichkeiten
- Albert Maria Weiss (1844–1925), Römisch-katholischer Theologe, Hochschullehrer und Publizist
- Sabrina Fenzl (* 1988), deutsche Köchin

## Galerie

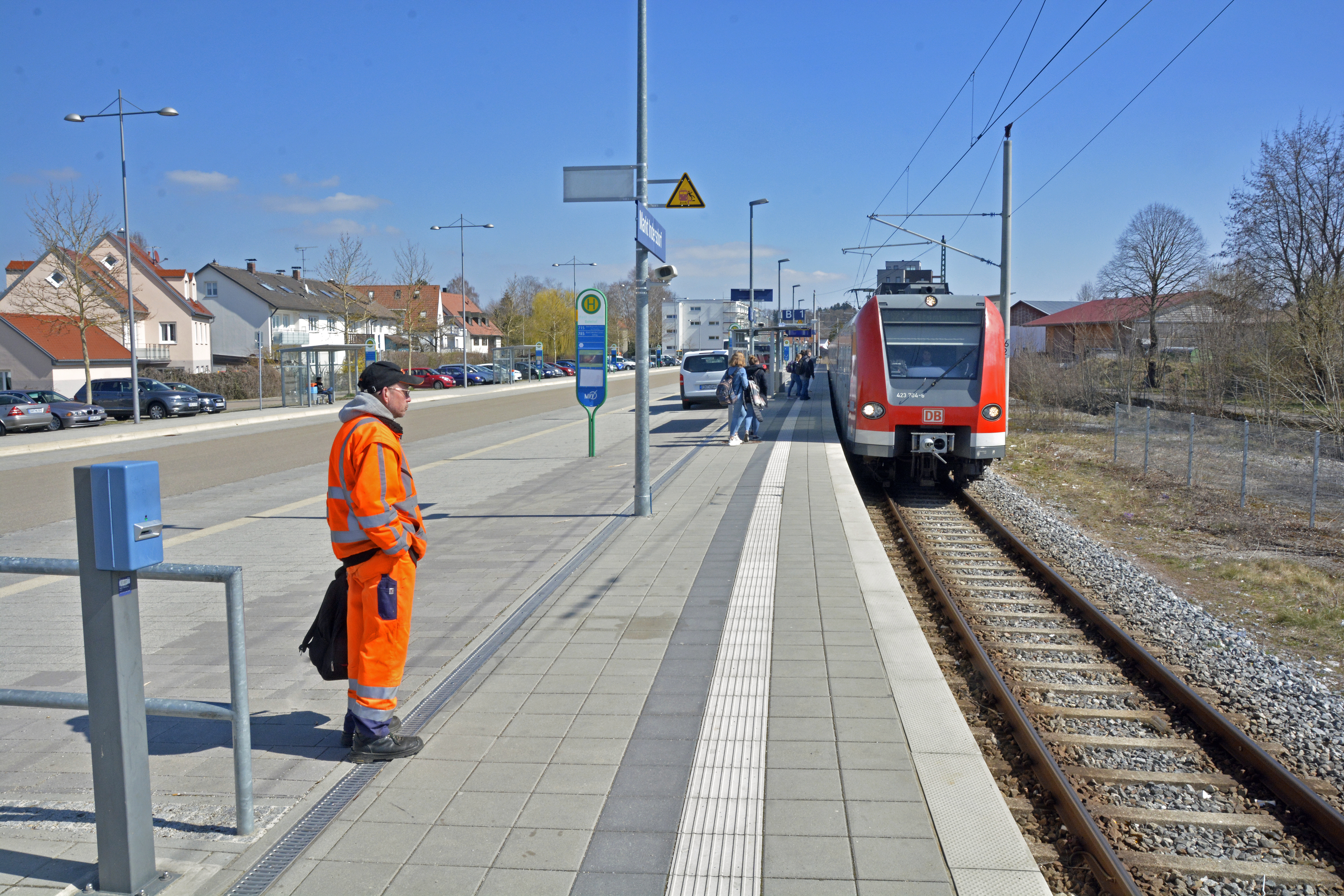
Bahnhof und Busbahnhof Markt Indersdorf (2019)
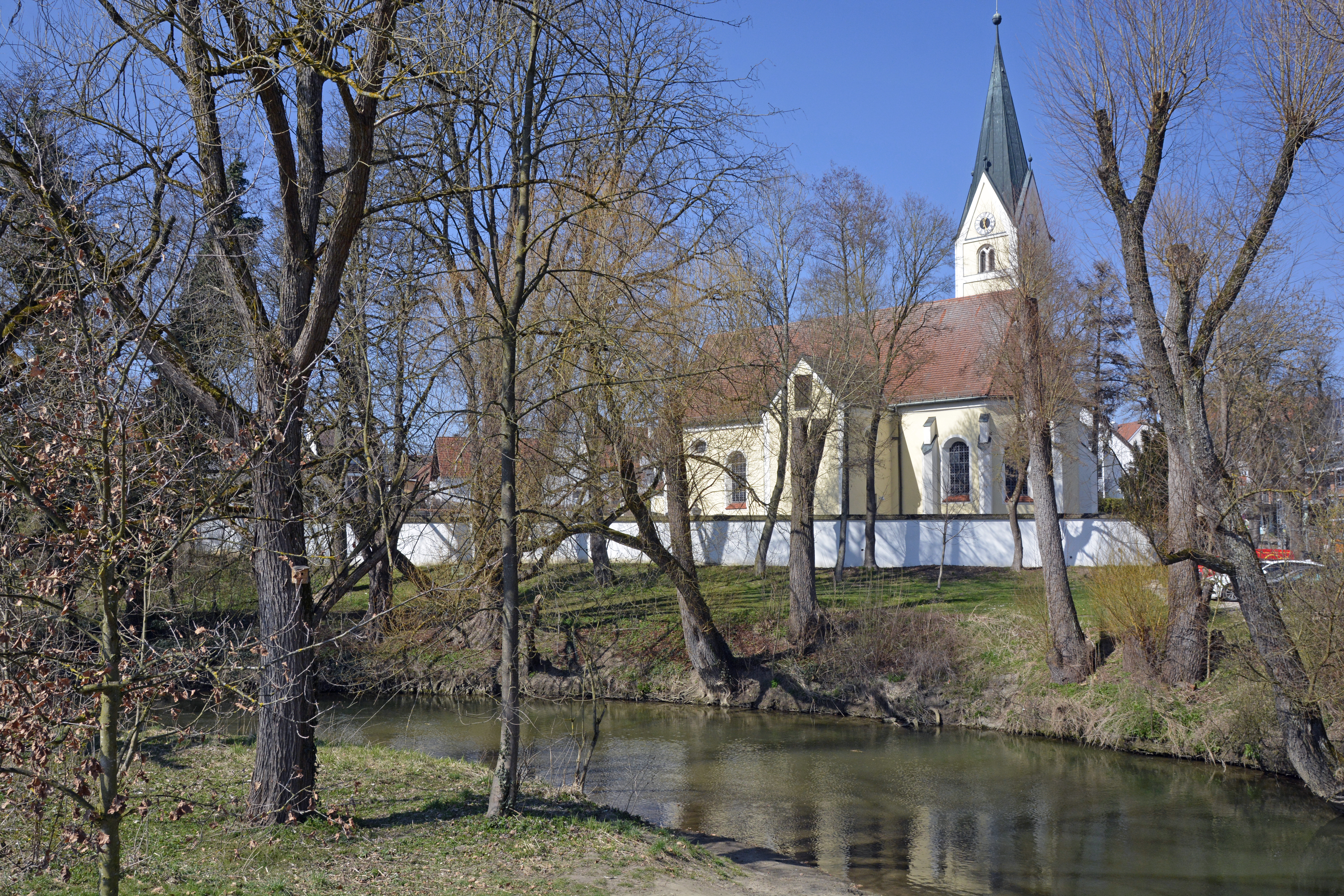
St. Bartholomäus-Kirche an der Glonn
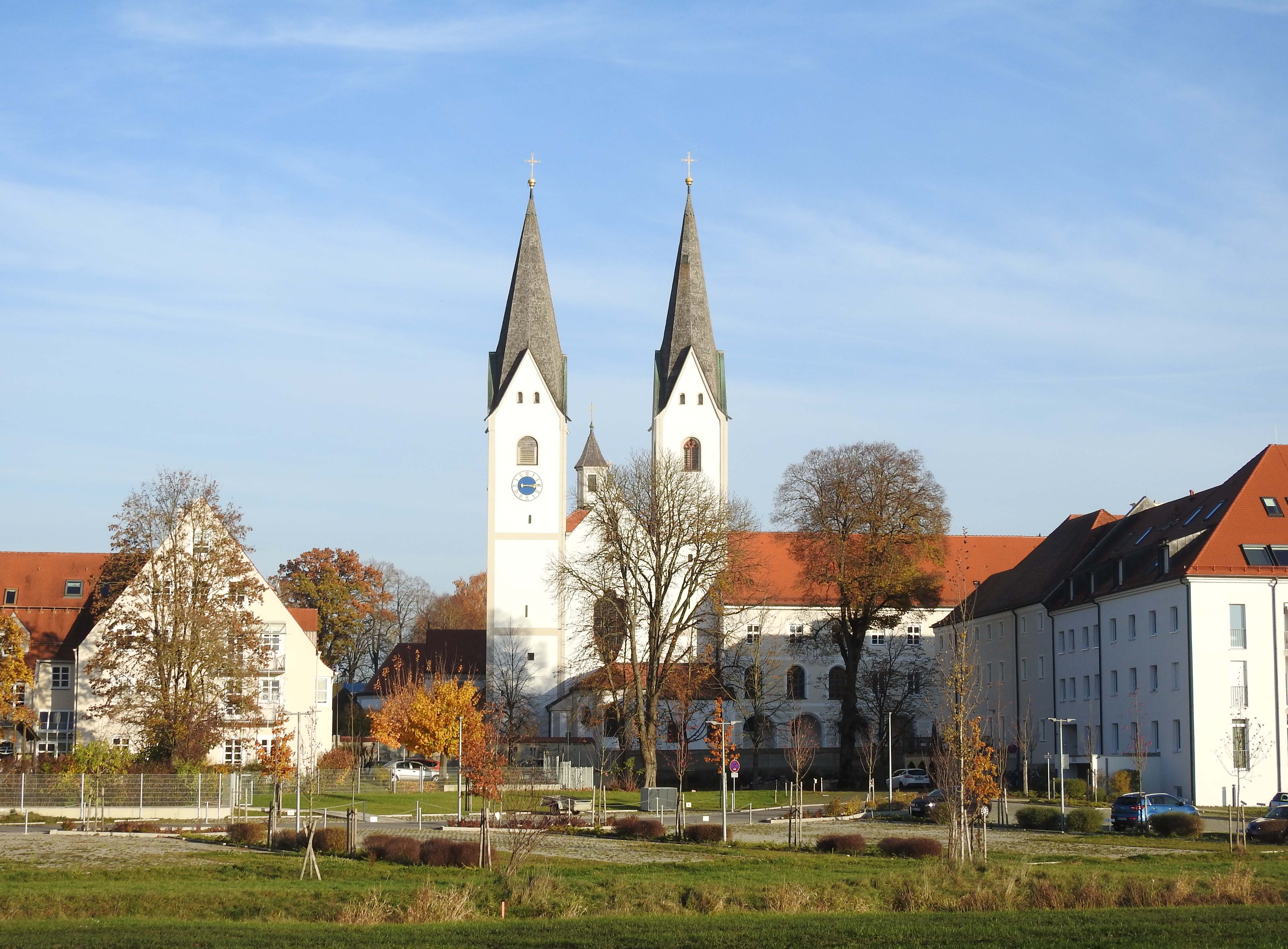
Kloster Markt Indersdorf von Westen
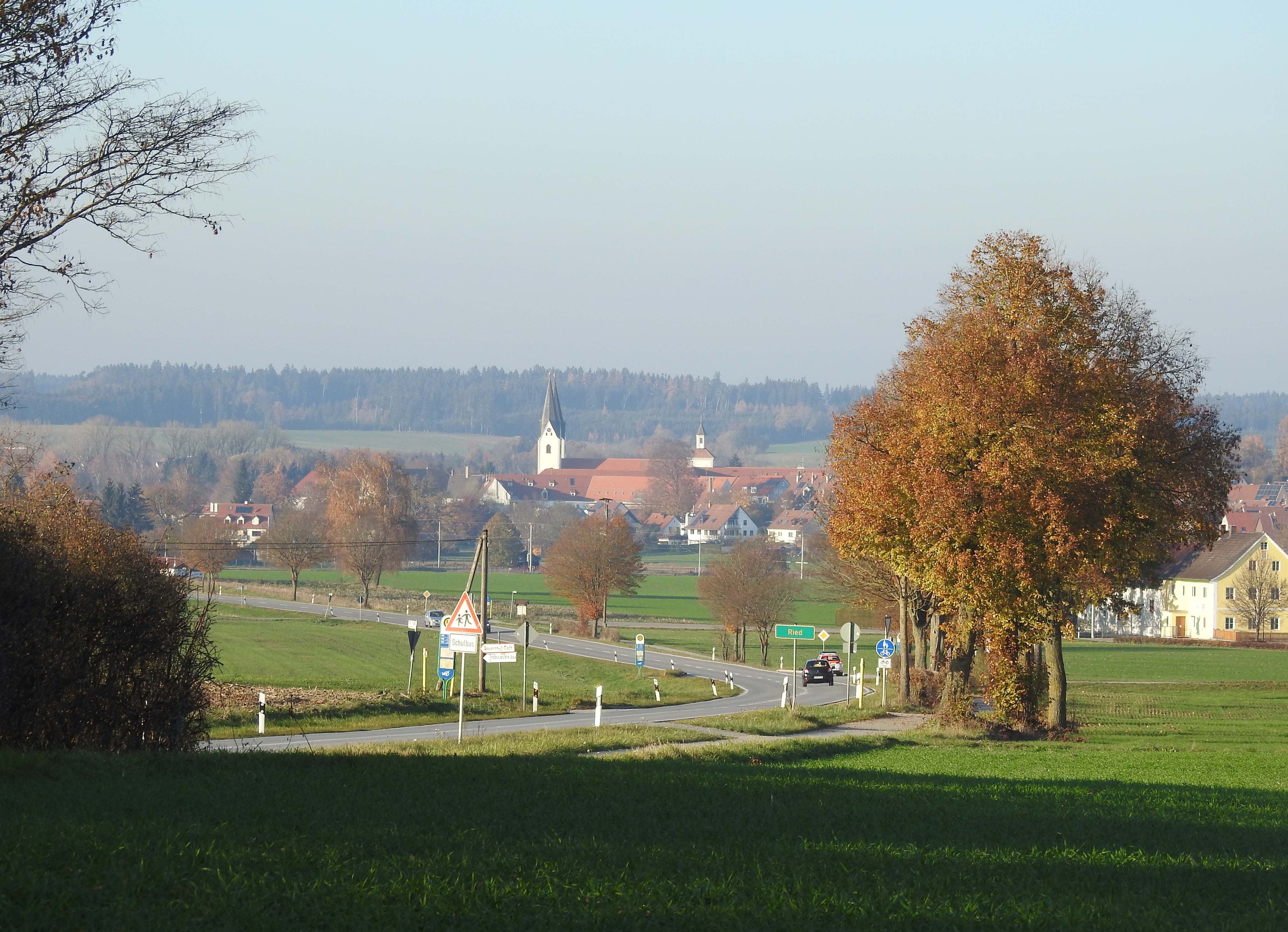
Markt Indersdorf von Süden
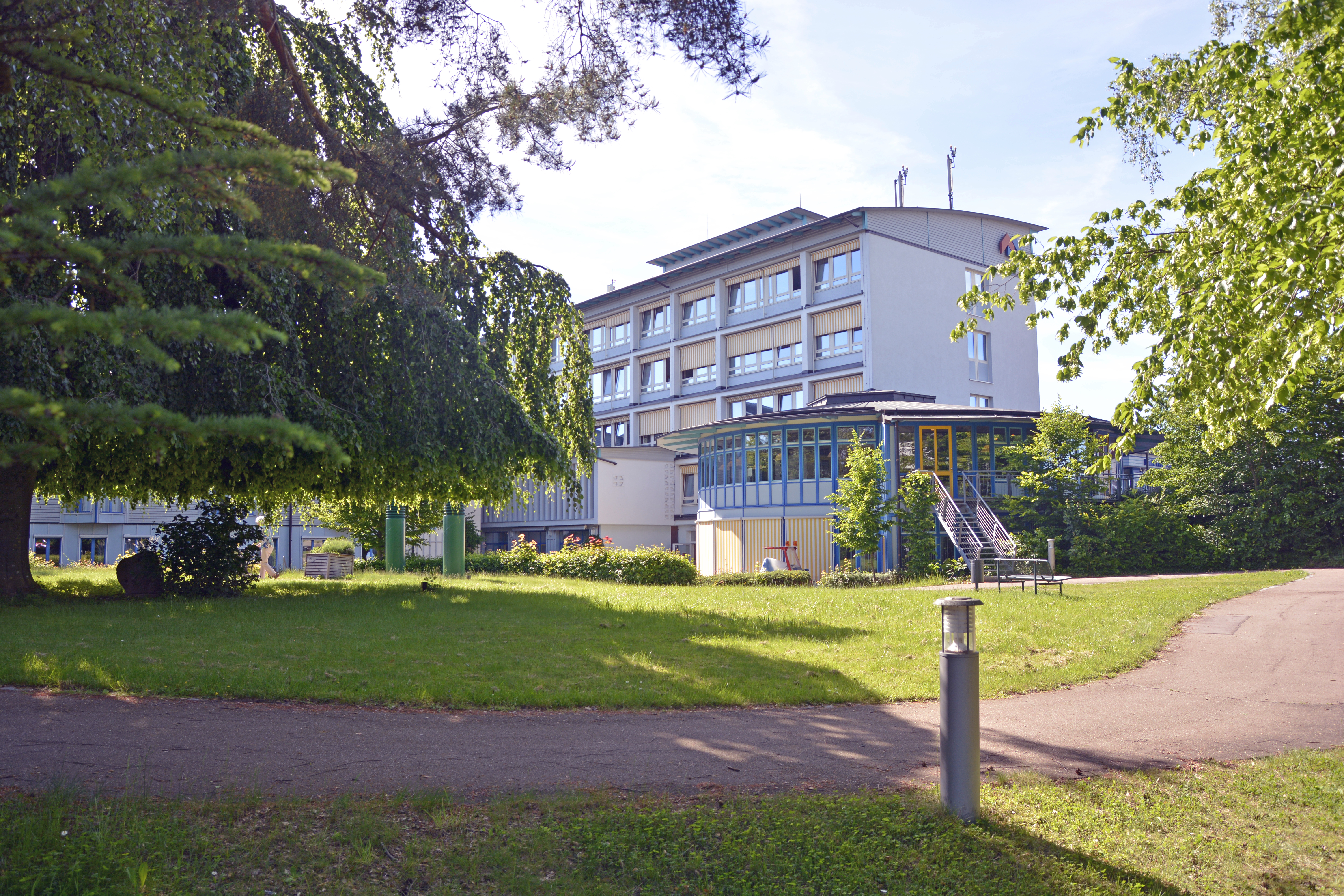
Helios Amper-Klinik Indersdorf (Park)
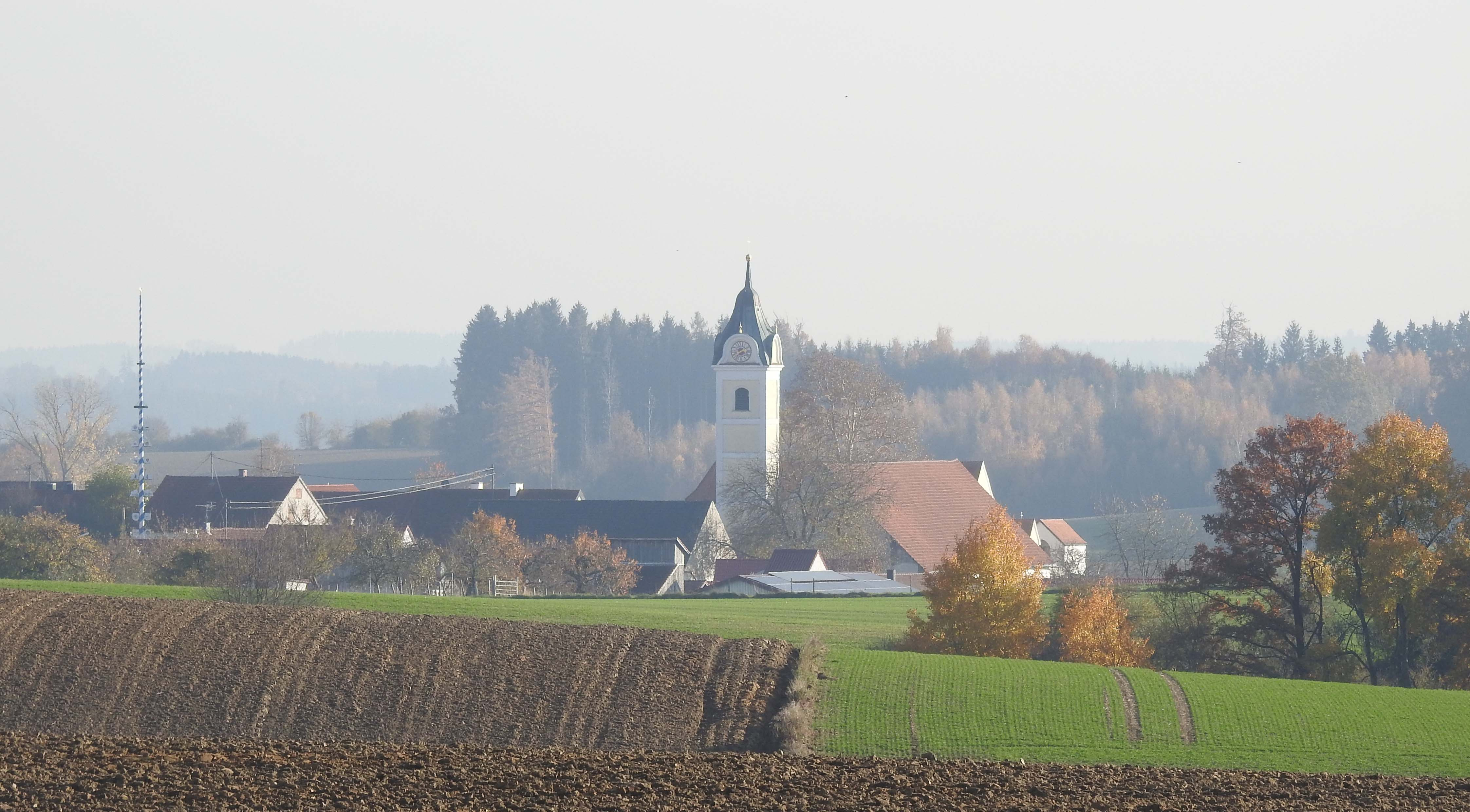
Ainhofen von Norden
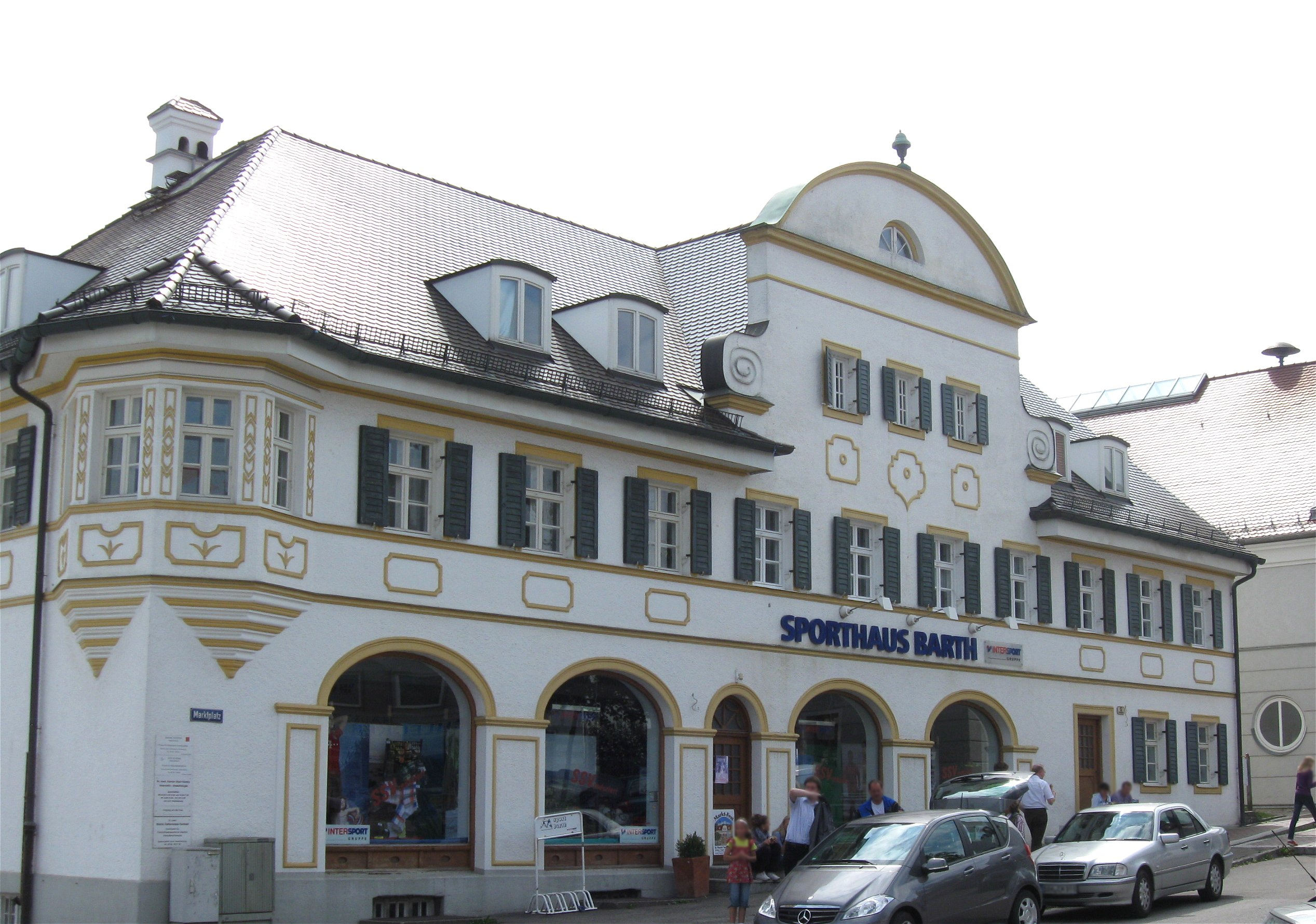
Gebäude am Marktplatz